# Ernesto Ráez Mendiola
Ernesto Ráez Mendiola (Rímac, Lima; 20 de mayo de 1936-11 de marzo de 2021) fue un director de teatro, escritor y educador peruano.

## Biografía
Fue docente en la Universidad Nacional Mayor de San Marcos, la Pontificia Universidad Católica del Perú, la Universidad Ricardo Palma y en la Escuela Nacional Superior de Arte Dramático (ENSAD). Como actor, estuvo vinculado al grupo Histrión. Asimismo, fue director de la Escuela Nacional de Arte Dramático, presidente de la Asociación Nacional de Drama Teatro y Educación del Perú, coordinador para América Latina y el Caribe de la International Drama Theatre and Education Association (IDEA) y secretario general de las escuelas de teatro de Sudamérica de la cátedra ITI-UNESCO.
En 2017 publicó el libro El Arte del Hombre. Reflexiones de un profesor de teatro, editado por ENSAD, que trata, entre otros temas, sobre la relación entre el teatro y la educación.

## Reconocimientos
- 2013. Premio toda una vida en las artes escénicas (Festival Internacional de Teatro Hispano de Miami).[4]
- 2014. Personalidad meritoria de la cultura (Ministerio de Cultura).[7][8]